# Jan Anton van der Baren
Jan Anton van der Baren (* 1615 in Brüssel; † 1. Dezember 1686 in Wien) war ein flämischer Maler, Zeichner, Priester und Galeriedirektor, der in Brüssel und Wien tätig war. Er spezialisierte sich auf Blumen- und Gemüsestillleben, von denen einige einen architektonischen Hintergrund haben. Er war Hofprediger und Direktor der Gemäldegalerie Erzherzog Leopold Wilhelms und Kaiser Leopolds I.

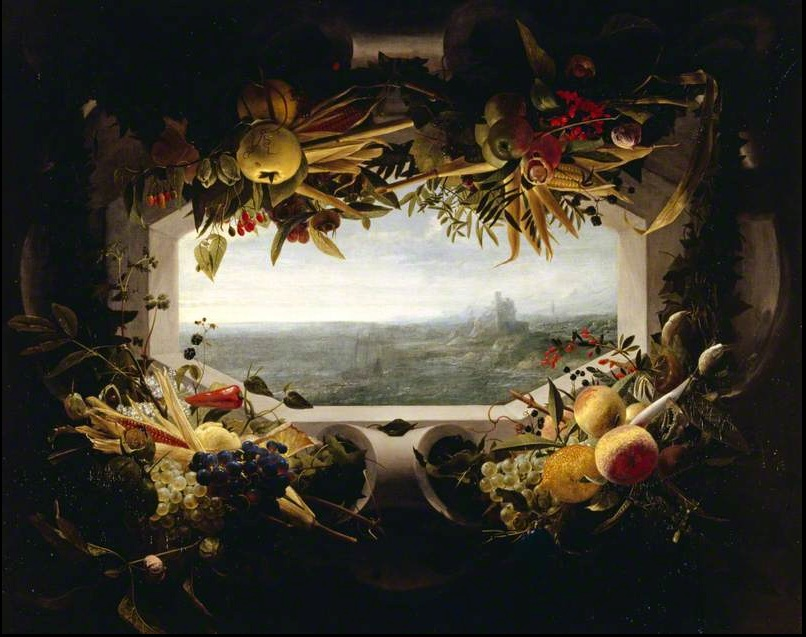
Meeressczene in einer Fruchtgirlande

## Leben
Jan Anton van der Baren wurde vermutlich in Brüssel geboren. Er wurde Hofprediger des Erzherzogs Leopold Wilhelm, Statthalter der Spanischen Niederlande, der in Brüssel residierte. Er begleitete den Erzherzog bei seiner Rückkehr nach Wien im Jahr 1656 und blieb dort bis zu seinem Tod.

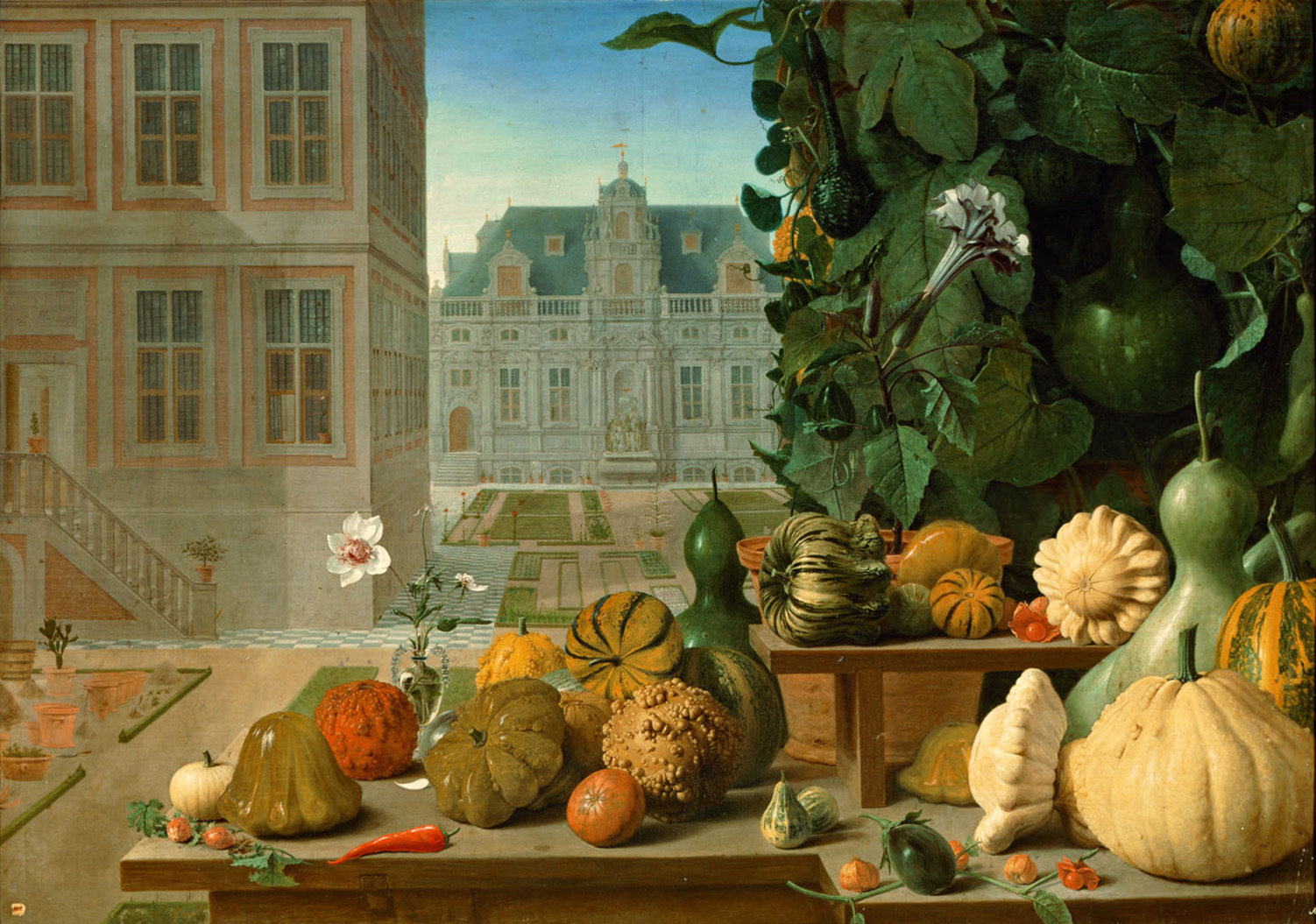
Stillleben mit Kürbissen

In Wien wurde er Direktor der erzherzoglichen Gemäldegalerie, einer der größten Kunstsammlungen Europas zu jener Zeit. Van der Baren erstellte 1659 ein Inventar der Sammlung. Es wird angenommen, dass er das deutschsprachige Inventar, das er zusammen mit drei anderen Mitgliedern der Hofverwaltung des Erzherzogs unterzeichnete, wahrscheinlich nicht selbst verfasst hat. David Teniers der Jüngere, der die Sammlung des Erzherzogs leitete, als sie sich noch in Brüssel befand, malte den berühmten Erzherzog Leopold Wilhelm in seiner Galerie in Brüssel. Das Gemälde enthält ein Porträt van der Barens (er ist der dritte Mann von rechts).
Nach dem Tod des Erzherzogs im Jahr 1662 war Van der Baren unter Kaiser Leopold I. weiterhin als Hofkaplan und Direktor der Gemäldegalerie tätig.
Er starb am 30. oder 31. Dezember 1686 in Wien.

## Arbeiten

### Allgemein

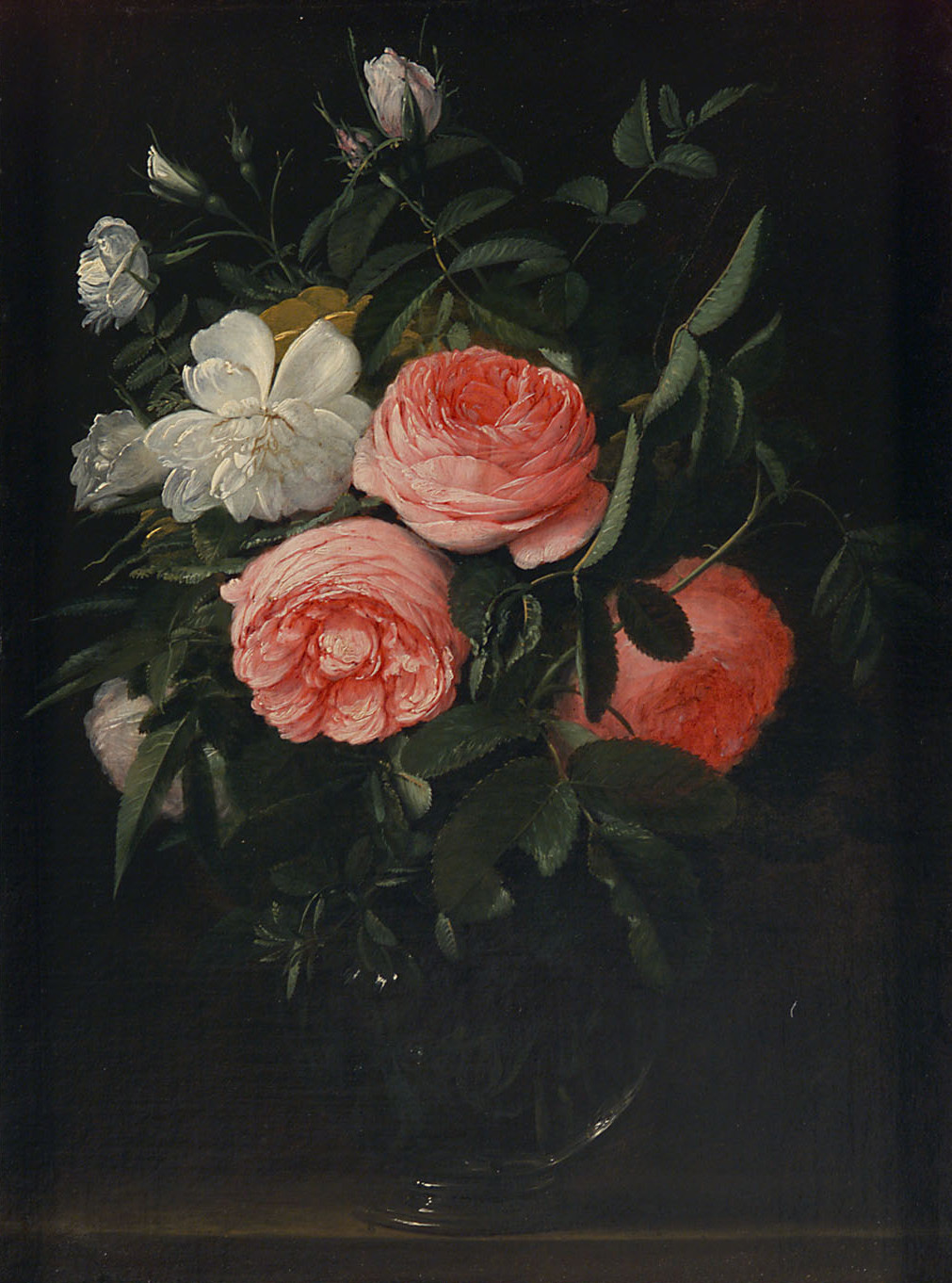
Glas mit Rosen

Van der Baren gilt als Amateurmaler, da er nicht professionell malte, sondern hauptsächlich als Priester und Hofbeamter tätig war. Von seiner Hand sind nur wenige Werke bekannt. Es gibt 14 als echt anerkannte Gemälde, von denen einige signiert und datiert sind. Bei den meisten Werken handelt es sich um Stillleben.
Aus dem Inventar der Sammlung Erzherzog Leopold Wilhelms von 1659 geht hervor, dass sie 12 Werke von Van der Baren enthielt. Zu den Werken Van der Barens in der Sammlung gehören neben Stillleben auch einige Architektur- und Parklandschaften. Bis heute sind von Van der Baren keine anderen Werke als Stillleben zugeschrieben worden. Einige seiner bekannten Stillleben haben einen architektonischen Hintergrund (wie das Stillleben mit Kürbissen im Kunsthistorischen Museum) oder eine Landschaftsansicht (wie Eine Seelandschaft in einer Fruchtgirlande im Powis Castle and Garden, Powys, Wales, National Trust).
Van der Barens Werk zeichnet sich durch die Genauigkeit der botanischen Details und die Betonung von Textur und Licht aus. Obwohl seine Blumen- und Girlandenbilder deutlich von dem führenden flämischen Blumenmaler Daniel Seghers beeinflusst sind, ist seine Farbpalette wärmer als die von Seghers.

### Girlandenbilder
Die meisten seiner Stillleben gehören zur Kategorie der „Girlandenbilder“. Die Girlandenbilder sind eine besondere Art von Stillleben, die in Antwerpen erfunden wurde und deren erster Vertreter Jan Brueghel der Ältere war. Diese Gemälde zeigen typischerweise eine Blumengirlande um ein Andachtsbild oder ein Porträt. Die Girlandenbilder waren in der Regel das Ergebnis einer Zusammenarbeit zwischen einem Stilllebenmaler und einem Figurenmaler.

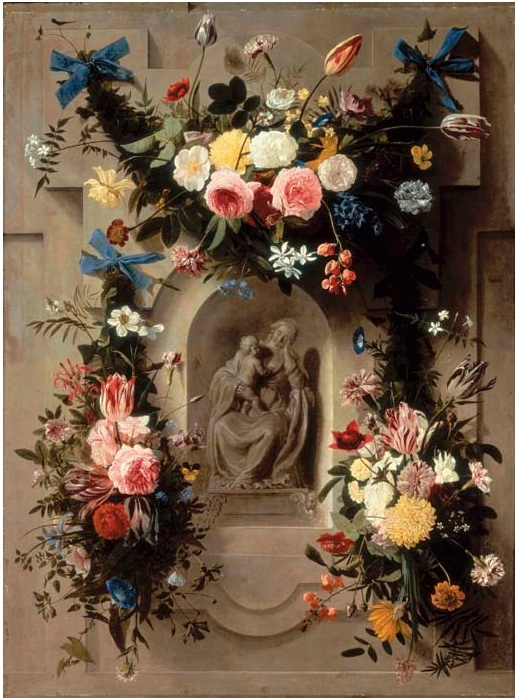
Blumengirlande um eine Statue der Madonna mit Kind

Van der Baren arbeitete bei den Girlandenbildern mit anderen Malern wie Erasmus Quellinus II. und dem flämischen Emigranten Nikolaus van Hoy zusammen. Diese Mitarbeiter malten das Andachtsbild, während Van der Baren die Blumengirlande malte. Ein Beispiel dafür ist die Blumengirlande um die Heilige Familie im Museum der Schönen Künste (Budapest), eine Zusammenarbeit mit van Hoy, ein anderes Beispiel für dieses Genre ist die Mystische Hochzeit der Heiligen Katharina (Königliche Museen der Schönen Künste von Belgien).

### Blumenbilder
Er malte auch Blumenstillleben in Vasen, wie das Glas mit Rosen im Kunsthistorischen Museum. Er malte auch das Blumenstillleben in einer Steinnische (versteigert bei Hampel Fine Art Auctions am 5. Dezember 2008, Wien, Lot 263), das dem Vorbild des frühen 17. Jahrhunderts folgt, nämlich der Präsentation einer Blumenvase in einer Nische.
Er malte auch Gemüsestillleben und ein interessantes Stillleben mit den Gaben der Heiligen Drei Könige und einer Stadtlandschaft im Hintergrund (beide ebenfalls im Kunsthistorischen Museum).